# Савезни скуп (Швајцарска)
Савезни скуп Швајцарске (фр. Assemblée fédérale, итал. Assemblea federale), познат и као Парламент Швајцарске, представља национално законодавство Швајцарске. Састоји се из два дома, Државног савета Швајцарске са 200 чланова и Савета кантона са 46 чланова. Државни савет и Савет кантона заједно образују законодавну власт Швајцарске. Место заседање Савезног скупа је у Бундесхаусу у Берну.
Док у Државном савету број представника сваког кантона, зависи од броја становника тог кантона, сваки кантон у Савету кантона има по два представника (20 кантона по два и 6 полу-кантона по једног представника).

## Важни задаци скупа
- Савезни скуп бира сваке четврте године нове чланове савезног већа, председника конфедерације за једну годину (један члан савезног већа), савезне судије, савезног канцелара и у случају рата Генерала.
- Савезни скуп разматра молбе за помиловање, које му могу предати осуђеници које је осудио савезни врховни суд.